# 찬드라 바하두르 당기
찬드라 바하두르 당기(네팔어: चन्द्रबहादुर डाँगी, 1939년 11월 30일 ~ 2015년 9월 3일)는 기네스북에서 인류 역사상 최단신으로 기록된 네팔인이다. 그의 키는 54.6cm이며, 2012년에 기네스북에서 인류 역사상 최단신으로 기록되었다.

## 같이 보기
- 왜소증